# James Henry Hammond
James Henry Hammond, född 15 november 1807 i Newberry District (numera Newberry County), South Carolina, död 13 november 1864 i Beech Island, South Carolina, var en amerikansk politiker. Han var guvernör i South Carolina 1842-1844. Han representerade South Carolina i båda kamrarna av USA:s kongress, först i representanthuset 1835-1836 och sedan i senaten 1857-1860. Han var en framstående slaveriförespråkare och det var han som myntade uttrycket "Cotton is King". Han behandlade sina egna slavar dåligt men skandalomsusad blev han först då han förgrep sig på vita flickor i släkten.

## Journalist, lärare, advokat och kongressledamot
Hammond utexaminerades 1825 från South Carolina College (numera University of South Carolina). Han arbetade i sin ungdom som lärare och som journalist. Han studerade sedan juridik och inledde 1828 sin karriär som advokat i Columbia. Han grundade sedan en tidning som förespråkade politiken av Nullifier Party och representerade det partiet en kort tid i representanthuset. Han avgick 1836 på grund av dålig hälsa och tillbringade två år i Europa.

## Plantageägare och guvernör
Hammond var en plantageägare känd för sin dåliga behandling av slavar. Han köpte 1839 en ung kvinna och hennes babydotter. Han tog kvinnan till sin älskarinna och hon födde flera av hans barn. Sedan inledde Hammond ett förhållande med kvinnans äldsta, minderåriga, dotter. 
Hammond fortsatte sin politiska karriär som demokrat. Han vann guvernörsvalet 1842. Han efterträddes 1844 som guvernör av William Aiken.

## Skandal
Hammond var även dragen till unga flickor inom den egna släkten, något som förorsakade en skandal bland släktingarna. Hammond medger i dagböckerna Secret and Sacred att han bestämde sig i mitten av 1840-talet att ta ett långt uppehåll från politiken på grund av skandalen. Han förklarar i dagboksanteckningen från den 9 december 1846 att situationen gällde fyra flickor mellan 13 och 19 år. Han frågar om andra män kunde ha motstått en liknande frestelse: "Is there a man, with manhood in him and a heart susceptible of any emotions of tenderness, who could tear himself from such a cluster of lovely, loving, such amorous and devoted beings?" Han misstänker att de som fördömer honom lider i hemlighet av samma böjelse och kallar deras dygd "skåpets dygd" (the virtue of the closet). Han lägger hela skulden på offren och menar att det var flickorna som förförde honom. Hammond höll sig ett tiotal år utanför politiken och de inblandade flickorna i hans släkt gifte sig aldrig i och med att deras rykte hade skadats av skandalen.

## Senator Hammond och Redcliffe Mansion
Senator Andrew Butler avled 1857 i ämbetet och efterträddes av Hammond. Han var en av de mest högljudda slaveriförespråkarna i åren före amerikanska inbördeskriget och myntade uttrycket "Cotton is King" år 1858 i ett tal inför senaten. Han klargjorde hur mycket pengar som bomullsplantagerna producerade och hur slaveriet var absolut nödvändigt för att behålla slavägarnas ställning som enligt honom civilisationsbärande klass. Hammond avgick den 11 november 1860 och lämnade politiken för gott.
Hammonds gårdshus Redcliffe Mansion byggdes färdigt år 1859. Hammond avled där år 1864 och gravsattes på samma ställe. Plantagen har bevarats som ett historiskt turistföremål och den är belägen i orten Beech Island i South Carolina som har fått sitt namn efter en närbelägen ö på Georgias sida av delstatsgränsen.